# Aleucanitis aksuensis
Aleucanitis aksuensis là một loài bướm đêm trong họ Noctuidae.